# Nicolò Zaniolo
Nicolò Zaniolo, né le 2 juillet 1999 à Massa en Italie, est un footballeur international italien qui évolue au poste de milieu offensif à l'ACF Fiorentina, en prêt du Galatasaray SK.

## Biographie

### En club

#### Formation et débuts
Né le 2 juillet 1999 à Massa, ville située dans la région de Toscane au nord-ouest de l'Italie, Nicolò Zaniolo baigne d'emblée dans le monde du football avec son père Igor (it), attaquant ayant évolué en Serie B. En 2008, l'année de ses neuf ans, il rejoint le Genoa CFC et commence sa formation. Deux ans plus tard, Zaniolo se rend à la Fiorentina où il demeure six saisons. L'année 2016 le voit rejoindre le Virtus Entella.
Alors en équipe jeune au sein du Virtus, Zaniolo est convoqué dans le groupe professionnel qui dispute la Serie B. Il fait sa première apparition sur une feuille de match au mois de décembre 2016 mais patiente jusqu'au 11 mars 2017 pour jouer son premier match senior et professionnel. Âgé de 17 ans, Zaniolo remplace l'attaquant Francesco Caputo lors des derniers instants d'un nul 0-0 contre Benevento Calcio. Après quatre entrées en jeu, il est titularisé au poste de second attaquant le 29 avril et joue soixante minutes durant une défaite 2-0 à Trapani. Apparu dans le groupe à la mi-saison, le jeune joueur totalise sept matchs de championnat à la fin de l'exercice.
Ses débuts senior attirent l'attention et l'Inter Milan obtient sa signature à l'été 2017. Au sein du club lombard, Zaniolo évolue principalement avec l'équipe des moins de 19 ans avec laquelle il brille et inscrit quatorze buts en vingt-neuf matchs.

#### AS Rome
Le 26 juin 2018, il rejoint l'AS Rome en provenance de l'Inter Milan. Le 19 septembre 2018, Zaniolo joue son premier match avec son nouveau club, en faisant aussi ses débuts en Ligue des champions, lors de la rencontre face au Real Madrid. Titulaire ce jour-là, il est remplacé par Lorenzo Pellegrini et son équipe s'incline (3-0). Le 26 septembre suivant, il joue son premier match de Serie A lors de la sixième journée du championnat face à Frosinone. Entré en jeu à la place de Javier Pastore, la Roma s'impose largement ce jour-là (4-0).
Particulièrement talentueux, sa valeur marchande est estimée à 67,4 millions d'euros par le CIES, ce qui fait de lui le troisième joueur de moins de 20 ans dont la valeur est la plus élevée en mai 2019.
À l'issue de la saison saison 2018-2019, Zaniolo est élu meilleur espoir de Serie A.
Le 12 janvier 2020, lors d'une rencontre l’opposant à la Juventus de Turin, le milieu offensif romain sort sur blessure. Son club annonce quelques heures plus tard qu’il souffre d’une rupture du ligament croisé antérieur du genou droit qui met fin à sa saison.
Avec l'AS Rome, Zaniolo se hisse jusqu'en finale de la Ligue Europa Conférence 2021-2022, où il affronte le Feyenoord Rotterdam le 25 mai 2022. Titularisé ce jour-là, il se montre décisif en marquant le seul but de la partie, et donne ainsi le sacre à son équipe, le club romain remportant la première édition de cette compétition.
Vivant une première partie de saison 2022-2023 difficile, Zaniolo souhaite quitter l'AS Rome lors du mercato hivernal. Toutefois, il refuse de rejoindre le club anglais de Bournemouth à quelques jours de la fin de la période des transferts, provoquant une situation sportive difficile pour le club. Son entraîneur José Mourinho fait publiquement part de ses doutes sur son joueur : « Je veux des gens comme ça, qui veulent jouer pour la Roma, qui traversent la douleur et la fatigue pour jouer. Quand on n’est pas heureux dans une famille, il faut partir, il faut trouver une solution. La famille est pour ceux qui veulent être là ». Le joueur reçoit des insultes de la part de certains supporters qui le qualifient de « traître » et la presse fait état de tags insultants devant son domicile ainsi que des menaces de mort à son encontre.

#### Galatasaray SK
Le 8 février 2023, Zaniolo s'engage jusqu’en juin 2027 avec le club turc du Galatasaray SK pour un montant de transfert estimé à 20 millions d’euros. Ce transfert est le plus élevé de l'histoire du football turc.
Le 11 mars 2023, il dispute son premier avec Galatasaray contre Kasimpasa (victoire 1-0) et marque l'unique but de la rencontre. C'est son premier but sous le maillot du club turc.
Le 4 juin 2023, titulaire lors du derby contre Fenerbahçe, il inscrit un doublé (Victoire 3-0) qui permet de célébrer le 23ème titre de Süperlig de Galatasaray qui était déjà assuré d'être champion contre Ankaragücü lors de la 36ème journée de championnat, le club remportant le 23e titre de son histoire,.

#### Aston Villa
En août 2023, Nicolò Zaniolo fait son retour dans les 5 grands championnats car ce dernier est prêté pour un an avec option d'achat à Aston Villa.
Zaniolo inscrit son premier but en Premier League contre Sheffield United le  22 décembre 2023. Entré en jeu à la place de Leon Bailey, il marque le but égalisateur de son équipe dans le temps additionnel (1-1 score final).

#### Atalanta Bergame puis ACF Fiorentina
Le 5 juillet 2024, il signe à l'Atalanta Bergame jusqu'en juin 2025, sous forme de prêt avec option d'achat.
Le 3 février 2025, Zaniolo a été prêté à la Fiorentina avec une option d'achat,.

### En sélection

#### En jeunes
Avec les moins de 19 ans, il participe au championnat d'Europe des moins de 19 ans en 2018. Lors de cette compétition, il joue cinq matchs. Il marque un but lors du premier match contre la Finlande. Il délivre ensuite trois passes décisives, contre la Norvège, puis contre la France en demi-finale, et enfin face au Portugal en finale. L'Italie s'incline en finale face aux joueurs portugais, après prolongation.
Le 11 octobre 2018, Nicolò Zaniolo joue son premier match avec l'équipe d'Italie espoirs, face à la Belgique. Il entre en jeu à la place d'Alessandro Murgia et son équipe s'incline par un but à zéro.

#### Avec les A
En septembre 2018, Nicolò Zaniolo est convoqué pour la première fois par Roberto Mancini, le sélectionneur de l'équipe nationale d'Italie, pour les matchs contre la Pologne et le Portugal en Ligue des nations de l'UEFA 2018-2019. Il ne joue toutefois aucun match lors de ce rassemblement.
Zaniolo honore finalement sa première sélection avec l'équipe nationale A le 23 mars 2019 contre la Finlande. Il entre en jeu à la place de Marco Verratti et les Italiens s'imposent par deux buts à zéro.
Le 7 septembre 2020, lors du match de Ligue des nations de l'UEFA entre l'Italie et les Pays-Bas (victoire 0-1 de l'Italie), il subit une seconde rupture du ligament croisé antérieur, cette fois ci, de son genou gauche.

## Statistiques
| Saison                | Club                    | Championnat           | Championnat | Championnat | Championnat | Coupe nationale | Coupe nationale | Coupe nationale | Coupe de la Ligue | Coupe de la Ligue | Coupe de la Ligue | Supercoupe | Supercoupe | Supercoupe | Compétition(s) continentale(s) | Compétition(s) continentale(s) | Compétition(s) continentale(s) | Compétition(s) continentale(s) | Total | Total | Total |
| Saison                | Club                    | Division              | M.          | B.          | P.d.        | M.              | B.              | P.d.            | M.                | B.                | P.d.              | M.         | B.         | P.d.       | Comp.                          | M.                             | B.                             | P.d.                           | M.    | B.    | P.d.  |
| 2016-2017             | Virtus Entella          | Serie B               | 7           | 0           | 0           | -               | -               | -               | -                 | -                 | -                 | -          | -          | -          | -                              | -                              | -                              | -                              | 7     | 0     | 0     |
| 2018-2019             | AS Rome                 | Serie A               | 27          | 4           | 2           | 2               | 0               | 0               | -                 | -                 | -                 | -          | -          | -          | C1                             | 7                              | 2                              | 0                              | 36    | 6     | 2     |
| 2019-2020             | AS Rome                 | Serie A               | 26          | 6           | 2           | -               | -               | -               | -                 | -                 | -                 | -          | -          | -          | C3                             | 7                              | 2                              | 2                              | 33    | 8     | 4     |
| 2020-2021             | AS Rome                 | Serie A               | -           | -           | -           | -               | -               | -               | -                 | -                 | -                 | -          | -          | -          | -                              | -                              | -                              | -                              | 0     | 0     | 0     |
| 2021-2022             | AS Rome                 | Serie A               | 28          | 2           | 2           | 2               | 0               | 1               | -                 | -                 | -                 | -          | -          | -          | C4                             | 12                             | 6                              | 1                              | 42    | 8     | 4     |
| 2022-2023             | AS Rome                 | Serie A               | 13          | 1           | 0           | 1               | 0               | 0               | -                 | -                 | -                 | -          | -          | -          | C3                             | 3                              | 1                              | 2                              | 17    | 2     | 2     |
| Sous-total            | Sous-total              | Sous-total            | 94          | 13          | 6           | 5               | 0               | 1               | -                 | -                 | -                 | -          | -          | -          | -                              | 29                             | 11                             | 5                              | 128   | 24    | 12    |
| 2022-2023             | Galatasaray SK          | Süper Lig             | 10          | 5           | 0           | 1               | 0               | 1               | -                 | -                 | -                 | -          | -          | -          | -                              | -                              | -                              | -                              | 11    | 5     | 1     |
| 2023-2024             | Galatasaray SK          | Süper Lig             | -           | -           | -           | -               | -               | -               | -                 | -                 | -                 | -          | -          | -          | C1                             | 1                              | 0                              | 0                              | 1     | 0     | 0     |
| 2025-2026             | Galatasaray SK          | Süper Lig             | 2           | 0           | 0           | -               | -               | -               | -                 | -                 | -                 | -          | -          | -          | -                              | -                              | -                              | -                              | 2     | 0     | 0     |
| Sous-total            | Sous-total              | Sous-total            | 12          | 5           | 0           | 1               | 0               | 0               | -                 | -                 | -                 | -          | -          | -          | -                              | 1                              | 0                              | 0                              | 14    | 5     | 0     |
| 2023-2024             | Aston Villa (prêt)      | Premier League        | 25          | 2           | 0           | 3               | 0               | 0               | 1                 | 0                 | 0                 | -          | -          | -          | C4                             | 10                             | 1                              | 0                              | 39    | 3     | 0     |
| 2024-2025             | Atalanta Bergame (prêt) | Serie A               | 14          | 2           | 2           | 1               | 0               | 1               | -                 | -                 | -                 | 1          | 0          | 0          | C1                             | 7                              | 1                              | 0                              | 23    | 3     | 3     |
| 2024-2025             | ACF Fiorentina (prêt)   | Serie A               | 9           | 0           | 0           | -               | -               | -               | -                 | -                 | -                 | -          | -          | -          | C4                             | 4                              | 0                              | 0                              | 13    | 0     | 0     |
| Total sur la carrière | Total sur la carrière   | Total sur la carrière | 161         | 22          | 8           | 10              | 0               | 2               | 1                 | 0                 | 0                 | 1          | 0          | 0          | -                              | 51                             | 13                             | 5                              | 224   | 35    | 15    |

## Palmarès

### En club
Avec l'AS Rome, Nicolò Zaniolo remporte la Ligue Europa Conférence en 2022.
Avec Galatasaray SK, il est champion de Turquie en 2023.

### En sélection
Avec l'équipe d'Italie des moins de 19 ans, Nicolò Zaniolo est finaliste du Championnat d'Europe en 2018.

### Distinction individuelle
- Meilleur espoir de Serie A en 2019.